# Акбалык (Северо-Казахстанская область)
Акбалык (каз. Ақбалық) — упразднённое село в Жамбылском районе Северо-Казахстанской области Казахстана. Упразднено в 2018 г. Входило в состав Озерного сельского округа. Код КАТО — 594655200.

## География
Расположено между озёрами Акбалык и Мужук.

## Население
В 1999 году население села составляло 257 человек (141 мужчина и 116 женщин). По данным переписи 2009 года, в селе проживало 111 человек (61 мужчина и 50 женщин).